# Ларссон, Олле
Олоф (Олле) Хиндрик Ларссон (швед. Olof Hindrik «Olle» Larsson; 21 июня 1928, Торсё, Скараборг — 13 января 1960, Тролльхеттан, Эльвсборг) — шведский гребец. Серебряный призёр Олимпийских игр и чемпионата Европы.
Единственный раз принял участие в Олимпийских играх в 1956 году в Мельбурне, где в составе шведской команды (Эверт Гуннарссон, Ивар Аронссон, Йоста Ерикссон и Бертиль Йоранссон) завоевал серебро в соревнованиях четвёрок с рулевым. В финале шведы уступили итальянской сборной всего 3 секунды. Также он выступал в составе восьмёрки, которая заняла четвёртое место, уступив бронзу австралийским гребцам.
На чемпионате Европы 1955 года в Генте Олоф стал серебряным призёром в соревнованиях четвёрок и восьмёрок с рулевым.
Восемь раз он становился чемпионом Швеции.
Погиб в результате крушения буксира у Тролльхеттана. Судовладелец Густав Торден, который спонсировал шведскую команду гребцов на Олимпийских играх 1956 года, учредил в память об Олле Ларссоне специальный переходящий приз — «Памяти Олле Ларссона». Этот приз вручается победителям чемпионатов Швеции в соревнованиях по парной гребле.